# Copa Korać 1989-90
La Copa Korać 1989-90 fue la decimonovena edición de la Copa Korać, competición creada por la FIBA para equipos europeos que no disputaran ni la Copa de Europa ni la Recopa. Participaron 58 equipos, tres más que en la edición anterior. El campeón fue el Ram Joventut, que lograba su segundo título, derrotando en la final a los italianos del Scavolini Pesaro.

## Primera ronda
| Equipo 1                 | Agr.    | Equipo 2             | Ida     | Vuelta |
| ------------------------ | ------- | -------------------- | ------- | ------ |
| Montpellier              | 227–187 | ZTE                  | 131–96  | 96–91  |
| Hapoel Haifa             | 140–161 | Phonola Caserta      | 75–81   | 65–80  |
| WAT Wieden               | 113–191 | Efes Pilsen          | 66–80   | 47–111 |
| Sparta Praha             | 161–163 | Bellinzona           | 88–83   | 73–80  |
| Oroszlányi Bányász       | 169–198 | Paşabahçe            | 81–98   | 88–100 |
| Iraklis                  | 161–158 | Crvena zvezda        | 99–81   | 62–77  |
| Maccabi Brussels         | 198–186 | Galatasaray Köln     | 110–100 | 88–86  |
| Spartak Pleven           | 140–251 | Zadar                | 72–119  | 68–132 |
| Oldham Celtics           | 186–203 | Monaco               | 88–112  | 98–91  |
| Nyon                     | 157–212 | CAI Zaragoza         | 79–96   | 78–116 |
| Tungsram                 | 173–169 | Torpan Pojat         | 103–95  | 70–74  |
| Achilleas                | 118–262 | Pitch Cholet         | 64–124  | 54–138 |
| Beslen Makarna           | 179–196 | TTL Bamberg          | 111–92  | 68–104 |
| Pezoporikos Larnaca      | 165–218 | Panionios            | 88–99   | 77–119 |
| Charlottenburg           | 138–187 | Benetton Treviso     | 70–96   | 68–91  |
| Hapoel Galil Elyon       | 151–152 | Smelt Olimpija       | 70–73   | 81–79  |
| Illiabum Clube           | 167–181 | Monceau Jumet        | 84–75   | 83–106 |
| Hapoel Holon             | 152–151 | Panathinaikos        | 87–71   | 65–80  |
| Caja de Ronda            | 142–145 | Trane Castors Braine | 75–80   | 67–65  |
| KR                       | 118–105 | Hemel Royals         | 53–45   | 65–60  |
| Fribourg Olympic         | 164–204 | Pau-Orthez           | 94–102  | 70–102 |
| Contern                  | 132–191 | Valvi Girona         | 80–98   | 52–93  |
| Apollon Patras           | 134–172 | Hapoel Tel Aviv      | 75–79   | 59–93  |
| Fenerbahçe               | 154–178 | Bosna                | 86–92   | 68–86  |
| Möllersdorf Traiskirchen | 133–176 | Ludwigsburg          | 81–84   | 52–92  |
| Inter Slovnaft           | 180–133 | Værløse              | 100–62  | 80–71  |

## Segunda ronda
| Equipo 1         | Agr.    | Equipo 2             | Ida    | Vuelta  |
| ---------------- | ------- | -------------------- | ------ | ------- |
| Montpellier      | 195–213 | Phonola Caserta      | 95–97  | 100–116 |
| Efes Pilsen      | 182–156 | Bellinzona           | 103–75 | 79–81   |
| Paşabahçe        | 150–155 | Iraklis              | 80–82  | 70–73   |
| Maccabi Brussels | 201–219 | Zadar                | 96–103 | 105–116 |
| Monaco           | 166–174 | CAI Zaragoza         | 89–79  | 77–95   |
| Tungsram         | 132–190 | Pitch Cholet         | 72–89  | 60–101  |
| TTL Bamberg      | 155–182 | Panionios            | 66–86  | 89–96   |
| Benetton Treviso | 148–167 | Smelt Olimpija       | 80–83  | 68–84   |
| Monceau Jumet    | 169–209 | Ram Joventut         | 82–91  | 87–118  |
| Hapoel Holon     | 180–167 | Trane Castors Braine | 93–93  | 87–74   |
| KR               | 153–199 | Pau-Orthez           | 78–97  | 75–102  |
| Valvi Girona     | 181–193 | Enimont Livorno      | 100–92 | 81–101  |
| Hapoel Tel Aviv  | 167–183 | Scavolini Pesaro     | 79–78  | 88–105  |
| Bobcat Gent      | 156–211 | Bosna                | 78–100 | 78–111  |
| CSKA Moscú       | 210–174 | Ludwigsburg          | 108–94 | 102–80  |
| SKA Alma-Ata     | 178–164 | Inter Slovnaft       | 103–86 | 75–78   |

## Octavos de final
Los octavos de final se jugaron dividiendo los 16 equipos clasificados en cuatro grupos con un sistema de todos contra todos.
|  | Los dos primeros clasificados avanzan a cuartos de final |

|    | Equipo          | PJ | Pts | G | P | PF  | PC  | Dif. |
| -- | --------------- | -- | --- | - | - | --- | --- | ---- |
| 1. | CSKA Moscú      | 6  | 10  | 4 | 2 | 514 | 477 | +37  |
| 2. | Bosna           | 6  | 10  | 4 | 2 | 544 | 519 | +25  |
| 3. | Phonola Caserta | 6  | 10  | 4 | 2 | 492 | 475 | +17  |
| 4. | Iraklis         | 6  | 6   | 0 | 6 | 485 | 564 | -79  |

|    | Equipo       | PJ | Pts | G | P | PF  | PC  | Dif. |
| -- | ------------ | -- | --- | - | - | --- | --- | ---- |
| 1. | Efes Pilsen  | 6  | 10  | 4 | 2 | 540 | 524 | +16  |
| 2. | Panionios    | 6  | 9   | 3 | 3 | 557 | 559 | -2   |
| 3. | SKA Alma-Ata | 6  | 9   | 3 | 3 | 566 | 561 | +5   |
| 4. | Hapoel Holon | 6  | 8   | 2 | 4 | 532 | 551 | -18  |

|    | Equipo          | PJ | Pts | G | P | PF  | PC  | Dif. |
| -- | --------------- | -- | --- | - | - | --- | --- | ---- |
| 1. | Pitch Cholet    | 6  | 9   | 3 | 3 | 549 | 539 | +10  |
| 2. | Enimont Livorno | 6  | 9   | 3 | 3 | 539 | 541 | -2   |
| 3. | CAI Zaragoza    | 6  | 9   | 3 | 3 | 495 | 498 | -3   |
| 4. | Smelt Olimpija  | 6  | 9   | 3 | 3 | 548 | 553 | -5   |

|    | Equipo           | PJ | Pts | G | P | PF  | PC  | Dif. |
| -- | ---------------- | -- | --- | - | - | --- | --- | ---- |
| 1. | Ram Joventut     | 6  | 11  | 5 | 1 | 544 | 507 | +37  |
| 2. | Scavolini Pesaro | 6  | 11  | 5 | 1 | 575 | 520 | +55  |
| 3. | Zadar            | 6  | 7   | 1 | 5 | 557 | 574 | -17  |
| 4. | Pau-Orthez       | 6  | 7   | 1 | 5 | 496 | 571 | -75  |

## Cuartos de final
| Equipo 1        | Agr.    | Equipo 2         | Ida    | Vuelta |
| --------------- | ------- | ---------------- | ------ | ------ |
| Panionios       | 160–191 | CSKA Moscú       | 107–85 | 53–106 |
| Efes Pilsen     | 169–224 | Bosna            | 91–107 | 78–117 |
| Enimont Livorno | 168–170 | Ram Joventut     | 88–87  | 80–83  |
| Pitch Cholet    | 169–206 | Scavolini Pesaro | 75–102 | 94–104 |

## Semifinales
| Equipo 1   | Agr.    | Equipo 2         | Ida   | Vuelta |
| ---------- | ------- | ---------------- | ----- | ------ |
| CSKA Moscú | 184–196 | Scavolini Pesaro | 90–89 | 94–107 |
| Bosna      | 162–184 | Ram Joventut     | 90–90 | 72–94  |

## Final
| Equipo 1         | Agr.    | Equipo 2     | Ida   | Vuelta |
| ---------------- | ------- | ------------ | ----- | ------ |
| Scavolini Pesaro | 184–195 | Ram Joventut | 98–99 | 86–96  |

| 21 de marzo de 1990 | Scavolini Pesaro                                                             | 98–99                | Ram Joventut                                                             | |  |
|                     | Parciales: 53-52, 45-47                                                      |                      |                                                                          | |  |
|                     | Estadísticas Darren Daye, Walter Magnifico, 27 Darren Daye, 7 Darren Daye, 3 | Reporte Pts Reb Asts | Estadísticas Jordi Villacampa, 29 Lemone Lamprey, 10 Jordi Villacampa, 5 | Pabellón: PalaSport Comunale, Pesaro Asistencia: 5.000 espectadores Árbitros: Zoran Grbac (YUG), Phillipe Leemann (SUI) |  |

| 28 de marzo de 1990 | Ram Joventut                                                                      | 96–86                | Scavolini Pesaro                                                 | |  |
|                     | Parciales: 39-36, 57-50                                                           |                      |                                                                  | |  |
|                     | Estadísticas José Antonio Montero, 28 Lemone Lamprey, 10 José Antonio Montero, 10 | Reporte Pts Reb Asts | Estadísticas Darwin Cook, 28 Walter Magnifico, 10 Darwin Cook, 4 | Pabellón: Pabellón del Joventut, Badalona Asistencia: 5.000 espectadores Árbitros: Zoran Grbac (YUG), Phillipe Leemann (SUI) |  |

| Campeón de la Copa Korać 1989–90 |
| -------------------------------- |
| Ram Joventut 2º título           |